# Telophorus viridis
Telophorus viridis е вид птица от семейство Malaconotidae.

## Разпространение
Видът е разпространен в Ангола, Габон, Замбия, Демократична република Конго и Република Конго.